# Hugo Arán
Hugo García Cordero, conegut artísticament com Hugo Arán, (Sabadell, Vallès Occidental, 13 de maig de 1980) és un cantautor català.

## Trajectòria artística
Hugo Arán, que va prendre el seu cognom artístic del segon cognom patern Arànega, és un compositor i lletrista de formació autodidacta, proper a la música brasilera a les seves cançons d'autor intimista, amb referències com Chico Buarque, Gilberto Gil, Márcio Faraco, Tom Jobim, Jorge Drexler o Juan Quintero.
En els seus viatges a Brasil el 2004 i a la ciutat de Granada, el 2007, on va viure vuit anys, va guanyant sonoritats que li interessen per a la seva música, melodies i ritmes que vénen de la bossa nova, el baiâo, la zamba o el jazz. El 2007 forma el duo "Tato Azevedo" amb Pablo Acevedo, amb el qual llançaran el seu disc conjunt Sordo, que serà guanyador del Certamen Andalús de Cançó d'Autor de 2008.
El 2014 publica el seu primer disc en solitari: Anuario, i el 2017 el segon: Memoria muscular, que conté un petit homenatge a Gilberto Gil. Posteriorment l'influencien ritmes africans com mostra al seu disc Extinciones y sus causas el 2021, en aquest disc Márcio Faraco col·labora en la lletra de Um jacarandá, i el cantautor fa duos amb Alessio Arena a Lunas de fogueo, i amb Margherita Abita a Canto leggero.
En 2023 va presentar al mercat de música iberoamericana EXIB a Setúbal (Portugal) i al Museu do Orient (Fundação Orient) de Lisboa l'espectacle Cada um canta uma, format a trio amb el portuguès Marco Oliveira i el brasiler Márcio Faraco. El 2024 publica el seu quart disc: Ar amb aires brasilers, compartint-lo amb autors com Vinicius Cantuária, Ceumar, Leo Minax i Thiago Amud, col·laboren en les lletres o amb les seves veus.

## Discografia
- 2007. Sordo (en el duet "Tato Azevedo" juntament amb Pablo Acevedo)
- 2014. Anuario
- 2017. Memoria muscular
- 2021. Extinciones y sus causas
- 2024. Ar